# Springende rolklaverbloemgalmug
De springende rolklaverbloemgalmug (Contarinia loti) is een muggensoort uit de familie van de galmuggen (Cecidomyiidae). De wetenschappelijke naam van de soort is voor het eerst geldig gepubliceerd in 1776 door De Geer.